# Diocesi di Apollonia Salbace
La diocesi di Apollonia Salbace (in latino: Dioecesis Apolloniensis Salbacensis) è una sede soppressa del patriarcato di Costantinopoli e una sede titolare della Chiesa cattolica.

## Storia
Apollonia Salbace, identificabile con Medet (distretto di Tavas) nell'odierna Turchia, è un'antica sede episcopale della provincia romana della Caria nella diocesi civile di Asia. Faceva parte del patriarcato di Costantinopoli ed era suffraganea dell'arcidiocesi di Stauropoli.
La diocesi è documentata nelle Notitiae Episcopatuum del patriarcato di Costantinopoli fino al XII secolo. Tuttavia sono noti solo due vescovi: Eugenio, che prese parte al primo concilio ecumenico, celebrato a Nicea nel 325; e Tincanio, che partecipò al concilio di Calcedonia del 451.
Dal 1933 Apollonia Salbace è annoverata tra le sedi vescovili titolari della Chiesa cattolica; il titolo non è mai stato assegnato.

## Cronotassi dei vescovi greci
- Eugenio † (menzionato nel 325)
- Tincanio † (menzionato nel 451)